# Autostrada AP-15 (Hiszpania)
Autostrada AP-15 (hiszp. Autopista AP-15), także Autopista de Navarra (Autostrada Nawarry) – autostrada w Hiszpanii przebiegająca przez teren wspólnoty autonomicznej Nawarra.
Autostrada rozpoczyna się w miejscowości Tudela, gdzie znajduje się węzeł z autostradą , umożliwiająca jazdę w kierunku Bilbao i Saragossy i biegnie na północ przez Pampelunę do Irurtzun. Autostrada kończy się węzłem, na którym droga w kierunku San Sebastián oznaczona jest jako droga ekspresowa , a w kierunku Vitorii jako .